# 戴埠镇
戴埠镇，是中华人民共和国江苏省常州市溧阳市下辖的一个乡镇级行政单位。

## 历史
宋代太平兴国年间（976年－984年）溧阳县的30乡并为17乡，设二镇四步。设惠德乡，乡内设有举善镇（俗称戴步，即今戴埠集镇）和高友步（俗称上步，疑今高要村）。元代乡内镇步仍旧，增设高友里。明代隆慶五年（1571年），惠德乡改为惠德区，下设14个里。清代改称惠得区，戴步镇（即宋元时的举善镇）、高友步（俗称高步）仍旧，并增设横涧镇。清代惠得区包括今戴埠镇全境、天目湖镇东北境以及溧城镇南端长巷里、杨笪、东皇仑、西皇仑等村。
1910年改市乡制，全县设3乡4市，在戴埠设惠随乡。1929年改设戴埠区。1935年改称第六区，下辖15乡。1947年乡镇撤并，今戴埠辖境分属戴埠镇、中和乡和横涧乡，10月撤销中和乡，戴埠镇和横涧乡改属丁山桥区。
1949年2个乡镇均改为戴埠区管辖。1949年后戴埠镇和横涧乡析置出新桥、戴西、龙潭、同官4个小乡。1956年6小乡合并为戴埠、龙潭、同官3个乡。1957年撤销区级建制，3乡复并为戴埠镇和横涧乡。1958年改为戴埠、横涧人民公社。1961年析设戴北公社。:651965年戴埠公社析设戴埠镇，其余部分划入横涧和龙潭林场的共4个生产大队改称戴南公社。1971年至1975年期间，戴埠镇、戴北、戴南合并为戴埠公社。1983年，戴南公社并入戴埠镇。戴北、横涧公社改为乡。1992年8月底，戴北乡并入戴埠镇。1999年12月底，横涧乡改为横涧镇。2007年3月，横涧镇并入戴埠镇。

## 行政区划
戴埠镇下辖以下地区：
东街社区、西街社区、河西社区、横涧镇社区、戴南村、牛场村、河西村、高桥村、山口村、红武村、戴北村、新桥村、百家塘村、赵家桥村、郑墅村、松岭村、南渚村、横涧村、黄岗岭村、同官村和李家园村。
| 原乡镇                    | 1992年 后的乡镇           | 2007年 后的乡镇 | 原村级区划 | 2001年后 村级区划 | 2009年后 村级区划 | 下辖自然村 |
| ------------------------- | ------------------------- | --------------- | ---------- | ----------------- | ----------------- | --- |
| 戴埠镇                    | 戴埠镇                    | 戴埠镇          | 河西       | 河西              | 河西              | 河西新村、孔家村 |
| 戴埠镇                    | 戴埠镇                    | 戴埠镇          | 河东       | 河西              | 河西              | 河东新村、圩垛村 |
| 戴埠镇                    | 戴埠镇                    | 戴埠镇          | 高桥       | 高桥              | 高桥              | 洪山路、竹行头、屋窝、弯塘园、洪建、胡家厅 |
| 戴埠镇                    | 戴埠镇                    | 戴埠镇          | 石家       | 高桥              | 高桥              | 前石家、后石家、松东、松西、庙山、田螺、饲养、英墩                                                                                             |
| 戴埠镇                    | 戴埠镇                    | 戴埠镇          | 东王庙     | 高桥              | 高桥              | 东王庙、野猫墩、小窑头、大窑头、尤家、过路里                                                                                                   |
| 戴埠镇                    | 戴埠镇                    | 戴埠镇          | 陈家       | 陈家              | 高桥              | 陈家村、南门头、黄塘、毛家桥、西塘、石墩头、西冲里                                                                                             |
| 戴埠镇                    | 戴埠镇                    | 戴埠镇          | 牛场       | 牛场              | 牛场              | 牛场、许家、黄岕 |
| 戴埠镇                    | 戴埠镇                    | 戴埠镇          | 洋桥       | 牛场              | 牛场              | 团圆村 |
| 戴埠镇                    | 戴埠镇                    | 戴埠镇          | 东官       | 东官              | 牛场              | 东官、荒园、大塘、长岗、南洋、木竹棵、国直里、山边、白鱼潭、包家、下西窑、杨山岕                                                               |
| 戴埠镇                    | 戴埠镇                    | 戴埠镇          | 赵墅       | 赵墅              | 戴南              | 杨家、赵墅、长岕、冷水岕、同山、黄小湾、新茶亭、油坊、谢家坟、田舍头、新湾、高山岗、桃园、庙涯、马场                                           |
| 戴埠镇                    | 戴埠镇                    | 戴埠镇          | 宥里       | 宥里              | 戴南              | 白沙岭、下宥里、上宥里、乌山岕、八里棚、神山岕                                                                                                 |
| 戴埠镇                    | 戴埠镇                    | 戴埠镇          | 龙潭       | 宥里              | 戴南              | 龙潭 |
| 戴埠镇                    | 戴埠镇                    | 戴埠镇          | 山口       | 山口              | 山口              | 山口、杨武岭、东山、四里棚、五里棚、七塘、上田、土农、庄头园、杨岕、乌龙岕、河岕、宋家、文武岭、王家边、杨崔岕                                 |
| 戴埠镇                    | 戴埠镇                    | 戴埠镇          | 崔岕       | 山口              | 山口              | 塔山、崔岕、白虎岕、千华寺 |
| 戴北乡                    | 戴埠镇                    | 戴埠镇          | 新桥       | 新桥              | 新桥              | 沈家湾、东顶、塘南、颜巷里 |
| 戴北乡                    | 戴埠镇                    | 戴埠镇          | 𡹵山→堠山  | 新桥              | 新桥              | 𡹵山 |
| 戴北乡                    | 戴埠镇                    | 戴埠镇          | 杨树垛     | 杨树垛            | 新桥              | 杨树垛、西顶 |
| 戴北乡                    | 戴埠镇                    | 戴埠镇          | 鲁里       | 杨树垛            | 新桥              | 鲁里 |
| 戴北乡                    | 戴埠镇                    | 戴埠镇          | 戴北       | 戴北              | 戴北              | 洋渚、破圩桥、高要桥 |
| 戴北乡                    | 戴埠镇                    | 戴埠镇          | 高要       | 戴北              | 戴北              | 高要、周家、桃树山、丰岭岗 |
| 戴北乡                    | 戴埠镇                    | 戴埠镇          | 谈家       | 谈家              | 戴北              | 谈家、西窑 |
| 戴北乡                    | 戴埠镇                    | 戴埠镇          | 向阳       | 谈家              | 戴北              | 思古桥、盈墅 |
| 戴北乡                    | 戴埠镇                    | 戴埠镇          | 红武       | 红武              | 红武              | 少武庄、孙家头、王古塘、河南 |
| 戴北乡                    | 戴埠镇                    | 戴埠镇          | 浩联       | 红武              | 红武              | 浩梓里、曹塘桥 |
| 戴北乡                    | 戴埠镇                    | 戴埠镇          | 郑墅       | 郑墅              | 郑墅              | 郑墅、姚墅、小姚墅、竹山 |
| 戴北乡                    | 戴埠镇                    | 戴埠镇          | 夏阳       | 郑墅              | 郑墅              | 夏阳、孔家、辽径 |
| 戴北乡                    | 戴埠镇                    | 戴埠镇          | 南水西     | 百家塘            | 百家塘            | 南水西、宗笪里、月潭、后阳 |
| 戴北乡                    | 戴埠镇                    | 戴埠镇          | 百家塘     | 百家塘            | 百家塘            | 百家塘、白鱼塘、田舍桥、下大圩 |
| 戴北乡                    | 戴埠镇                    | 戴埠镇          | 赵家桥     | 赵家桥            | 赵家桥            | 沙西、赵家桥、长林、西埂 |
| 横涧乡→ （2000年） 横涧镇 | 横涧乡→ （2000年） 横涧镇 | 戴埠镇          | 横涧       | 横涧              | 横涧              | 管家、上横涧、孙家桥、施岗、吴家湾、谈竹、官岭、曹家、陈家、蒋家、杨家祠堂、王岕                                                               |
| 横涧乡→ （2000年） 横涧镇 | 横涧乡→ （2000年） 横涧镇 | 戴埠镇          | 深溪岕     | 深溪卡            | 横涧              | 徐家、深溪岕、大竹棵、西山、新桥头 |
| 横涧乡→ （2000年） 横涧镇 | 横涧乡→ （2000年） 横涧镇 | 戴埠镇          | 河洛       | 河洛              | 南渚              | 河洛港、蛀竹棵、汤家、松墩、西岕、姚岕、夹岕、杨家                                                                                             |
| 横涧乡→ （2000年） 横涧镇 | 横涧乡→ （2000年） 横涧镇 | 戴埠镇          | 南渚       | 南渚              | 南渚              | 姚家边、南渚、庙岕、惠家、金山岕、洛家边 |
| 横涧乡→ （2000年） 横涧镇 | 横涧乡→ （2000年） 横涧镇 | 戴埠镇          | 上潘       | 南渚              | 南渚              | 剥虎岕、上曹、曹村岕、倪岗岕、上潘 |
| 横涧乡→ （2000年） 横涧镇 | 横涧乡→ （2000年） 横涧镇 | 戴埠镇          | 黄岗岭     | 黄岗岭            | 黄岗岭            | 三门官、白果树、香山岕、浪玕山、廖小湾、牛皮山、黄岗岭、方下、老丫岕、道仁桥                                                                   |
| 横涧乡→ （2000年） 横涧镇 | 横涧乡→ （2000年） 横涧镇 | 戴埠镇          | 长安桥     | 黄岗岭            | 黄岗岭            | 朱家岕、曹家冲、污泥冲、荒田岕、白络干、桥头、涧北、赵岕、巷口、井塘                                                                           |
| 横涧乡→ （2000年） 横涧镇 | 横涧乡→ （2000年） 横涧镇 | 戴埠镇          | 金山里     | 金山里            | 黄岗岭            | 凌家村、金山里、许家、鸣桐里、高家、东蒋、蔡岕里、上南蒋、下南蒋                                                                               |
| 横涧乡→ （2000年） 横涧镇 | 横涧乡→ （2000年） 横涧镇 | 戴埠镇          | 李家园     | 李家园            | 李家园            | 李家园、桃树岕、下场园、石岩里、杨树头、沸水塘                                                                                                 |
| 横涧乡→ （2000年） 横涧镇 | 横涧乡→ （2000年） 横涧镇 | 戴埠镇          | 徐家玕     | 徐家干            | 李家园            | 小岕、下西蒋、上西蒋、上野毛山、下铁山、上铁山、窑棚、庙山、玄塘里、徐家玕、西冲岗、黄古山、大祠堂、下野毛山、白马庙、陆拾亩居、庙山庵、麻古山 |
| 横涧乡→ （2000年） 横涧镇 | 横涧乡→ （2000年） 横涧镇 | 戴埠镇          | 同官       | 同官              | 同官              | 同官、重岕、灵官里、湾里、草枕头、涧西、岗头、高远里、黄泥前、西村、乌子山、松岗上、义祠里                                                     |
| 横涧乡→ （2000年） 横涧镇 | 横涧乡→ （2000年） 横涧镇 | 戴埠镇          | 南头       | 同官              | 同官              | 南头、马场、长岭、前草圩、马山岕、江东、栗树岕、后草玕                                                                                         |
| 横涧乡→ （2000年） 横涧镇 | 横涧乡→ （2000年） 横涧镇 | 戴埠镇          | 松岭       | 松岭              | 松岭              | 涧口、松岭、大园、王家、大山、钱家基、大岕、东岕、西山                                                                                         |